# Scutelle

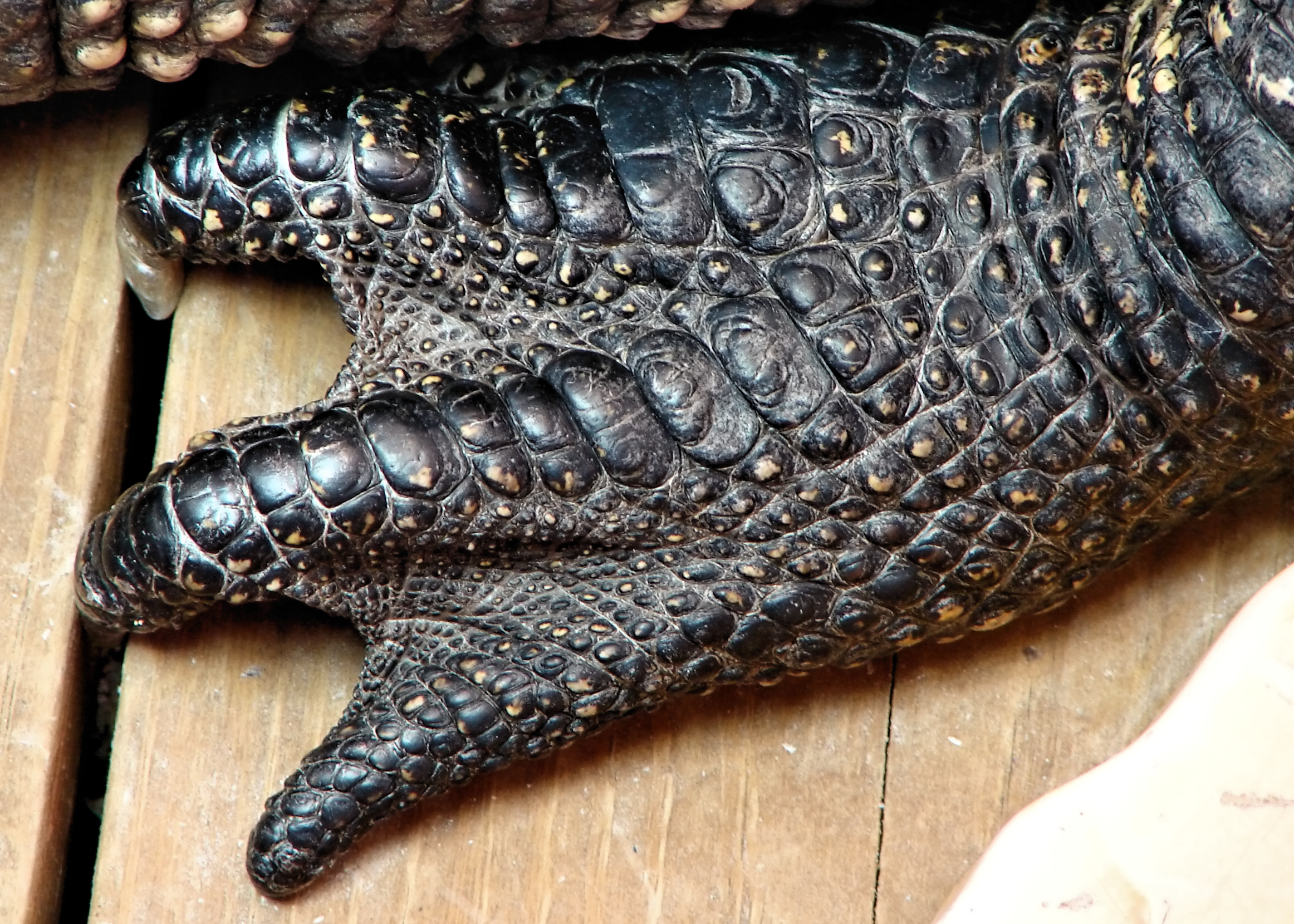
Scutelles en kératine sur la patte d'un alligator.

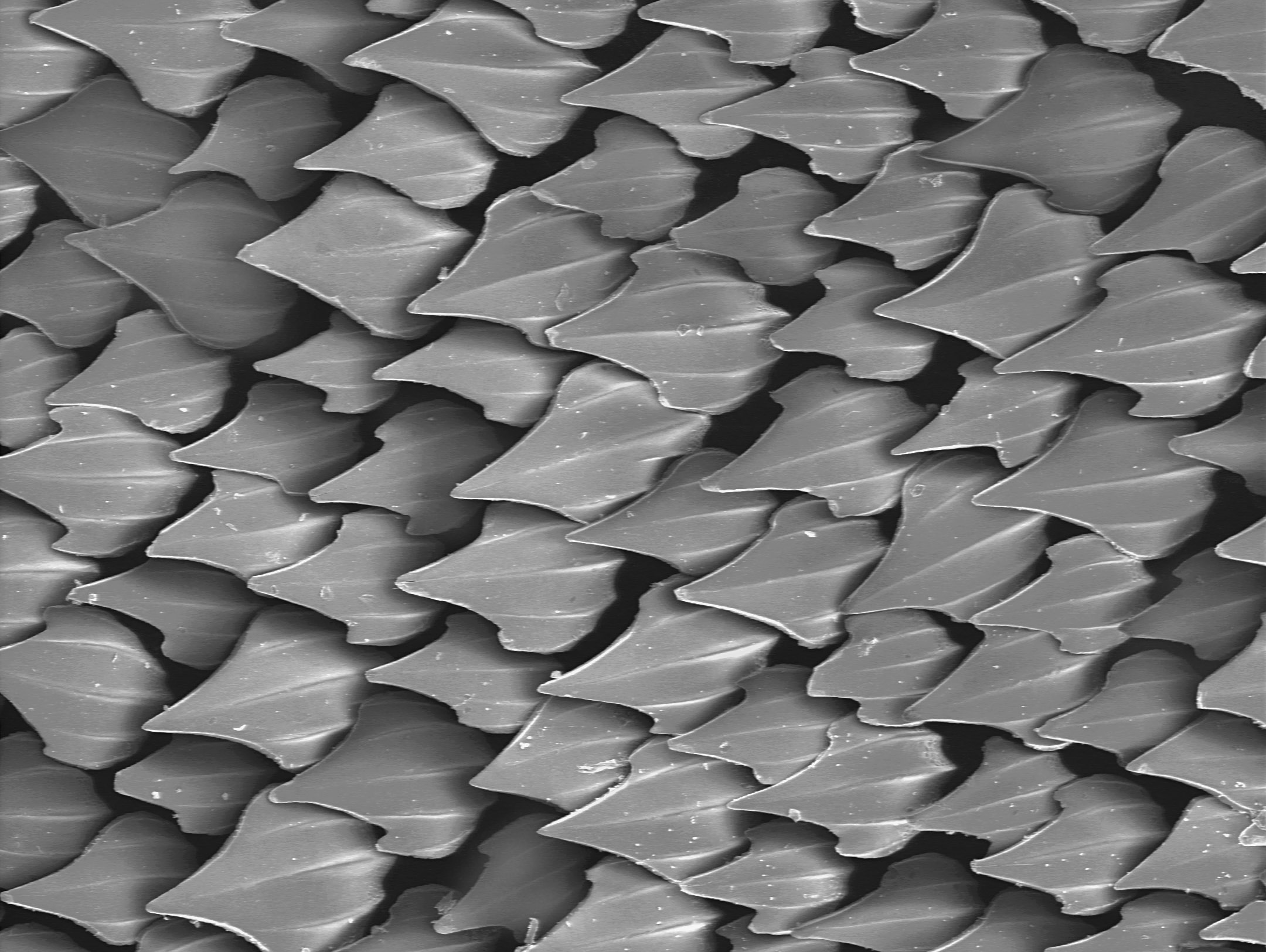
Denticules en forme de scutelles d'une petite roussette Scyliorhinus canicula.

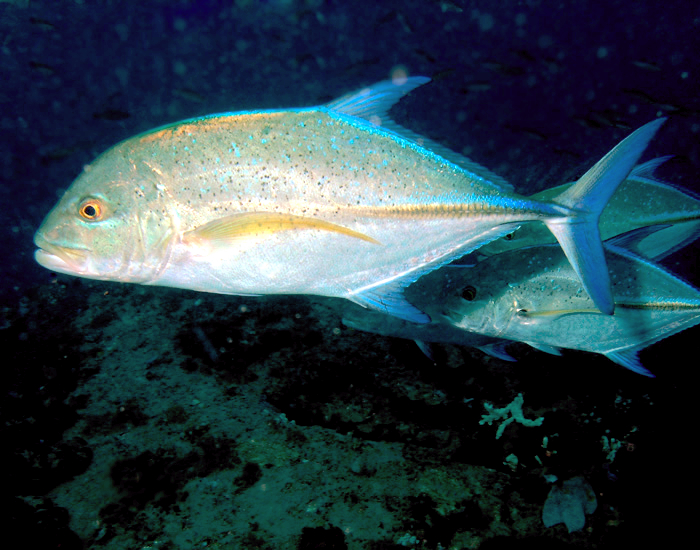
La carangue bleue (Caranx melampygus) présente de 27 à 42 scutelles le long de sa « ligne jaune » latérale.

Les scutelles (du latin scutum, désignant une bosse centrale sur un bouclier, et par métonymie un type de bouclier) sont des excroissances composées de chitine, dentine ou kératine, présentes sur la carapace d'une tortue, la peau des crocodiliens, les écailles des pattes de certains oiseaux, et sur la queue de certains mammifères ou poissons.
Chez les oiseaux, les scutelles sont des plaques cornées (en kératine, comme les autres phanères du système tégumentaire de l'oiseau, les plumes, griffes, becs, ergot). Elles sont la plupart du temps présentes sur les pattes, et ne se recouvrent pas excepté sur les Alcedinidae dont les martins pêcheurs, et les Pics. Les plumes et les écailles peuvent, chez certains oiseaux, être présentes sur la même zone des pattes.
Chez les poissons actinoptérygiens, par exemple la plupart des carangidés, ce sont des écailles qui forment des excroissances dures dans l'alignement de la queue et qui la marquent longitudinalement. Chez les poissons cartilagineux, des denticules en dentine, peuvent être imbriquées en scutelles.